# Diocesi di San Andrés Tuxtla
La diocesi di San Andrés Tuxtla (in latino: Dioecesis Sancti Andreae de Tuxtla) è una sede della Chiesa cattolica in Messico suffraganea dell'arcidiocesi di Jalapa. Nel 2022 contava 1.177.000 battezzati su 1.589.000 abitanti. È retta dal vescovo José Luis Canto Sosa.

## Territorio
La diocesi comprende 32 comuni nella parte sud-orientale dello stato messicano di Veracruz.
Sede vescovile è la città di San Andrés Tuxtla, dove si trova la cattedrale dei Santi Giuseppe e Andrea.
Il territorio si estende su una superficie di 13.495 km² ed è suddiviso in 65 parrocchie.

## Storia
La diocesi è stata eretta il 23 maggio 1959 con la bolla Quibus christiani di papa Giovanni XXIII, ricavandone il territorio dalla diocesi di Tehuantepec e dall'arcidiocesi di Veracruz o Jalapa (oggi arcidiocesi di Jalapa).
Il 9 giugno 1962 e il 14 marzo 1984 ha ceduto porzioni del suo territorio a vantaggio dell'erezione rispettivamente della diocesi di Veracruz e della diocesi di Coatzacoalcos.

## Cronotassi dei vescovi
Si omettono i periodi di sede vacante non superiori ai 2 anni o non storicamente accertati.
- Jesús Villareal y Fierro † (23 maggio 1959 - 20 febbraio 1965 deceduto)
- Arturo Antonio Szymanski Ramírez † (21 marzo 1965 succeduto - 13 agosto 1968 nominato vescovo di Tampico)
- Guillermo Ranzahuer González † (15 febbraio 1969 - 12 giugno 2004 ritirato)
- José Trinidad Zapata Ortiz (12 giugno 2004 - 20 marzo 2014 nominato vescovo di Papantla)
- Fidencio López Plaza (2 marzo 2015 - 12 settembre 2020 nominato vescovo di Querétaro)
- José Luis Canto Sosa, dal 14 agosto 2021

## Statistiche
La diocesi nel 2022 su una popolazione di 1.589.000 persone contava 1.177.000 battezzati, corrispondenti al 74,1% del totale.
| anno | popolazione | popolazione | popolazione | presbiteri | presbiteri | presbiteri | presbiteri                | diaconi | religiosi | religiosi | parrocchie |
| anno | battezzati  | totale      | %           | numero     | secolari   | regolari   | battezzati per presbitero | diaconi | uomini    | donne     | parrocchie |
| ---- | ----------- | ----------- | ----------- | ---------- | ---------- | ---------- | ------------------------- | ------- | --------- | --------- | ---------- |
| 1966 | 485.394     | 539.215     | 90,0        | 34         | 29         | 5          | 14.276                    |         | 7         | 89        | 20         |
| 1970 | 553.500     | 615.246     | 90,0        | 38         | 34         | 4          | 14.565                    |         | 7         | 106       | 19         |
| 1976 | 772.000     | 857.790     | 90,0        | 40         | 38         | 2          | 19.300                    |         | 2         | 114       | 30         |
| 1980 | 926.000     | 1.060.000   | 87,4        | 53         | 48         | 5          | 17.471                    |         | 6         | 102       | 37         |
| 1990 | 639.000     | 723.000     | 88,4        | 41         | 36         | 5          | 15.585                    | 3       | 5         | 62        | 25         |
| 1999 | 856.000     | 892.000     | 96,0        | 58         | 56         | 2          | 14.758                    | 24      | 2         | 76        | 39         |
| 2000 | 872.000     | 908.000     | 96,0        | 61         | 59         | 2          | 14.295                    | 24      | 2         | 81        | 40         |
| 2001 | 844.351     | 894.351     | 94,4        | 74         | 71         | 3          | 11.410                    | 32      | 3         | 82        | 43         |
| 2002 | 921.138     | 968.266     | 95,1        | 68         | 66         | 2          | 13.546                    | 31      | 2         | 106       | 45         |
| 2003 | 920.138     | 968.266     | 95,0        | 86         | 70         | 16         | 10.699                    | 83      | 16        | 87        | 46         |
| 2004 | 922.898     | 968.266     | 95,3        | 71         | 69         | 2          | 12.998                    | 34      | 2         | 113       | 47         |
| 2010 | 1.010.000   | 1.085.000   | 93,1        | 85         | 83         | 2          | 11.882                    | 33      | 2         | 110       | 56         |
| 2014 | 683.898     | 1.010.914   | 67,7        | 106        | 103        | 3          | 6.451                     | 31      | 9         | 75        | 61         |
| 2017 | 1.019.479   | 1.418.848   | 71,9        | 112        | 105        | 7          | 9.102                     | 33      | 20        | 88        | 65         |
| 2020 | 1.157.250   | 1.561.800   | 74,1        | 107        | 105        | 2          | 10.815                    | 27      | 32        | 103       | 65         |
| 2022 | 1.177.000   | 1.589.000   | 74,1        | 108        | 104        | 4          | 10.898                    | 23      | 18        | 97        | 65         |